# Lok-Sabha-Wahlkreis Dakshina Kannada
Der Lok-Sabha-Wahlkreis Dakshina Kannada ist ein Wahlkreis bei den Wahlen zur Lok Sabha, dem Unterhaus des indischen Parlaments. Er liegt im Bundesstaat Karnataka und ist deckungsgleich mit dem Distrikt Dakshina Kannada.
Bei der letzten Wahl zur Lok Sabha waren 1.565.281 Einwohner wahlberechtigt.

## Letzte Wahl
Die Wahl zur Lok Sabha 2014 hatte folgendes Ergebnis:
| Kandidat              | Partei                | Stimmen |
| --------------------- | --------------------- | ------- |
| Nalin Kumar Kateel    | BJP                   | 53,2 %  |
| Janardhana Poojary    | INC                   | 41,3 %  |
| Haneef Khan Kodaje    | SDPI                  | 2,3 %   |
| Sonstige              | Sonstige              | 2,6 %   |
| Keiner der Kandidaten | Keiner der Kandidaten | 0,6 %   |

## Wahl 2009
Die Wahl zur Lok Sabha 2009 hatte folgendes Ergebnis:
| Kandidat            | Partei   | Stimmen |
| ------------------- | -------- | ------- |
| Nalin Kumar Kateel  | BJP      | 49,2 %  |
| Janardhana Poojary  | INC      | 45,2 %  |
| B. Madhava          | CPM      | 1,8 %   |
| Alekkadi Girish Rai | BSP      | 1,0 %   |
| Sonstige            | Sonstige | 2,8 %   |

## Wahlkreisgeschichte
Der Wahlkreis Dakshina Kannada besteht seit der Lok-Sabha-Wahl 2009. Vorgängerwahlkreis war der Wahlkreis Mangalore. Bei der Neuordnung der Wahlkreise gab der Wahlkreis Mangalore wurde aus dem Großteil des ehemaligen Wahlkreises Mangalore und kleineren Teilen der ebenfalls aufgelösten Wahlkreise Udupi und Chikmagalur der Wahlkreis Dakshina Kannada gebildet.